# La Vendéenne La Roche sur Yon
Il La Vendéenne La Roche sur Yon, meglio noto come La Vendéenne o LV La Roche sur Yon, è un club di hockey su pista avente sede a La Roche-sur-Yon. I suoi colori sociali sono il rosso e il nero.
Nella sua storia ha vinto in ambito nazionale tredici campionati nazionali e sei Coppe di Francia.
La squadra disputa le proprie gare interne presso il Complexe Sportif de l'Angelmière a La Roche-sur-Yon.

## Palmarès

### Competizioni nazionali
19 trofei
- Campionato francese: 13

1976, 1978, 1979, 1982, 1987, 1989, 1995-1996, 2002-2003, 2003-2004, 2004-2005, 2006-2007, 2015-2016, 2016-2017
- Coppa di Francia: 6

2001-2002, 2005-2006, 2006-2007, 2010-2011, 2013-2014, 2015-2016

### Altri piazzamenti
- Campionato francese

2º posto: 1966, 1967, 1972, 1974, 1975, 1977, 1983, 1984, 1985, 1986, 1988, 1989-1990, 1993-1994, 2005-2006, 2013-2014
3º posto: 1963, 1969, 1970, 1973, 1994-1995, 1996-1997, 1997-1998, 2000-2001, 2014-2015, 2018-2019, 2021-2022
- Coppa di Francia

Finale: 2014-2015
Semifinale: 2002-2003, 2003-2004, 2004-2005, 2012-2013, 2016-2017, 2019-2020, 2021-2022
- Coppa dei Campioni/Champions League/Eurolega

Semifinale: 1990-1991

## Statistiche

### Partecipazioni ai campionati
| Livello | Categoria     | Partecipazioni | Debutto   | Ultima stagione | Totale |
| ------- | ------------- | -------------- | --------- | --------------- | ------ |
| 1º      | 1ere Division | 27             | 1963      | 1989            | 62     |
| 1º      | Nationale 1   | 34             | 1989-1990 | 2023-2024       | 62     |
| 2º      | Excellence    | 2              | 1961      | 1962            | 2      |

### Partecipazioni alla coppe nazionali
| Competizione     | Partecipazioni | Debutto   | Ultima stagione |
| ---------------- | -------------- | --------- | --------------- |
| Coppa di Francia | 22             | 2001-2002 | 2023-2024       |

### Partecipazioni alla coppe internazionali
| Competizione                                 | Partecipazioni | Debutto   | Ultima stagione |
| -------------------------------------------- | -------------- | --------- | --------------- |
| Coppa dei Campioni/Champions League/Eurolega | 21             | 1976-1977 | 2023-2024       |
| Coppa CERS/WSE                               | 15             | 1995-1996 | 2023-2024       |
| Coppa delle Coppe                            | 7              | 1977-1978 | 1994-1995       |